# Alegoría de la Prudencia
Alegoría de la Prudencia es un cuadro de Tiziano pintado al óleo sobre lienzo con unas dimensiones de 76,2 x 68,6 cm. Está datado entre los años 1565 - 1570 y se conserva en la National Gallery de Londres.

## Descripción y significado
En el cuadro están representadas tres cabezas humanas mirando cada una en una dirección diferente y debajo de ellas tres cabezas de animales (de izquierda a derecha) un lobo, un león y un perro. La pintura es normalmente interpretada como la representación de "las tres edades del hombre": juventud, madurez y vejez.
Así mismo, la dirección en la que miran cada uno de los personajes, reflejaría su relación con el Tiempo; pasado, presente y futuro.
La luz que baña el cuadro refuerza también este paso del tiempo, con una luz clara que ilumina el rostro del joven que empieza a desvanecerse en la persona madura hasta acabar casi en penumbra el rostro de la persona anciana.
Bajo las cabezas humanas, los animales siguen insistiendo en la visión del tiempo pues en diversidad de culturas la representación de estos animales se asocian a esas etapas concretas de la vida.
Es posible también que la simbología de los animales se refiera a las diferentes actitudes del hombre en su vida. Así el perro simboliza el aprendizaje de la juventud, el león la fuerza y poder de la madurez y el lobo la soledad de la vejez.
Finalmente, sobre el triple retrato, Tiziano explica el sentido de la alegoría en una inscripción.

EX PRAETERITO/PRAESENS PRUDENTER AGIT/NE FUTURA ACTIONẼ DETURPET

Desde la experiencia del pasado/prudencia en los actos del presente/para no echar a perder los actos del futuro.

Por otra parte, los rostros representados se cree pertenecen a Marco Vecellio, un joven primo de Tiziano que representa a la juventud. El hijo de Tiziano, Orazio, en la edad madura y el propio Tiziano en la representación de la vejez. Tanto su hijo Orazio como el joven primo trabajaban y vivían en el estudio de Tiziano y se baraja la posibilidad de que el cuadro esté asociado directamente con las negociaciones del traspaso de las propiedades de Tiziano, quien sentía próxima su hora, a las futuras generaciones. Por lo que el cuadro serviría como consejo visual para las siguientes generaciones de actuar con prudencia en la administración de su legado.

## Otros significados
Sin embargo, más recientemente, la pintura ha sido explicada de formas diferentes. En vez de una alegoría a la prudencia, se trataría de una alegoría sobre el pecado y la penitencia. Esta versión implicaría el reconocimiento por parte de Tiziano de que sus imprudencias de juventud y madurez lo condenaron a una vejez de remordimientos.
En el otro extremo, el cuadro ha sido explicado como una declaración a favor de la prudencia la cual se consigue con la experiencia y el paso del tiempo, siendo un aspecto esencial para el buen juicio y discernimiento artístico. En esta interpretación, el cuadro refutaría la opinión de que la vejez es enemigo de los logros artísticos.
A un nivel más general, el cuadro mostrando a Tiziano con sus ayudantes, Orazio y Marco, se podría entender como una defensa a la prudencia en la continuidad de la tradición del trabajo de la Escuela veneciana.